# After Burner: Black Falcon
After Burner: Black Falcon est un jeu vidéo de type shoot 'em up 3D développé par Planet Moon Studios et édité par Sega en 2007 sur PlayStation Portable. Il fait partie de la série After Burner.

## Avions jouables
- F-4 Phantom
- F-5 Tiger II
- F-14 Tomcat
- F/A-18E Super Hornet
- F-22 Raptor
- F-35 Lightning II
- X-29
- Boeing X-32
- X-36
- A-10 Thunderbolt II
- AV-8B Harrier
- B-2 Spirit
- SR-71 Blackbird